# إبراهيم بن محمد السدحان
إبراهيم بن محمد بن السدحان من قبيلة بني زيد من قضاعة قحطان حاكم مدينة شقراء وقت قيام الدعوة الوهابية بايع الإمام محمد بن سعود والشيخ محمد بن عبد الوهاب في مدينة الدرعية باشر بعدها بالجهاد والدعوة الصحيحة إلى الله مع الشيخ عبد العزيز بن عبد الله الحصين وجاهدا بأموالهما وأنفسهما، وكان مع أمير شقراء ألف رجل من المجاهدين وخيله أربعين فارسا ، فجاهد الأمير مع المسلمين جهادا ً عظيما ً حتى تم لهما النصر بعد حروب طويلة خضعت بعدها جميع قرى الوشم لإمارة شقراء، واستمر أميرا ً حتى عودته من الحج عام 1213هـ ، تنازل عن الإمارة وبقي وجيها في البلد يرجع إليه الأمر حتى توفي 28/1/1230هـ.